# Lipno
Lipno (alemán: Leipe) es un municipio urbano y una localidad del centro de Polonia, capital del distrito homónimo del voivodato de Cuyavia y Pomerania. En 2011, según la Oficina Central de Estadística polaca, Lipno tenía una población de 14 764 habitantes.